# Brits kampioenschap wielrennen op de weg

Britse kampioenstrui

Het Brits kampioenschap wielrennen op de weg is een jaarlijkse wielerwedstrijd in Groot-Brittannië waar gereden wordt voor de nationale titel. De winnaar draagt het hele jaar een witte trui met een rood-wit-blauwe band. Bij de mannen zijn Stuart Dangerfield en Alex Dowsett recordhouders met zes tijdrittitels en bij de vrouwen is Beryl Burton recordhoudster met twaalf titels op de weg en Wendy Houvenaghel met vier tijdrittitels.

## Mannen

### Wegwedstrijd

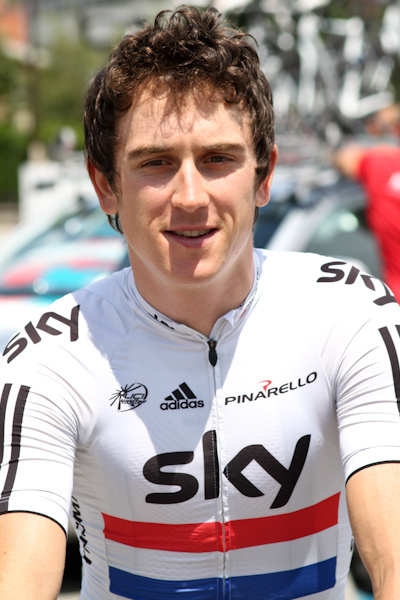
Geraint Thomas won in 2010

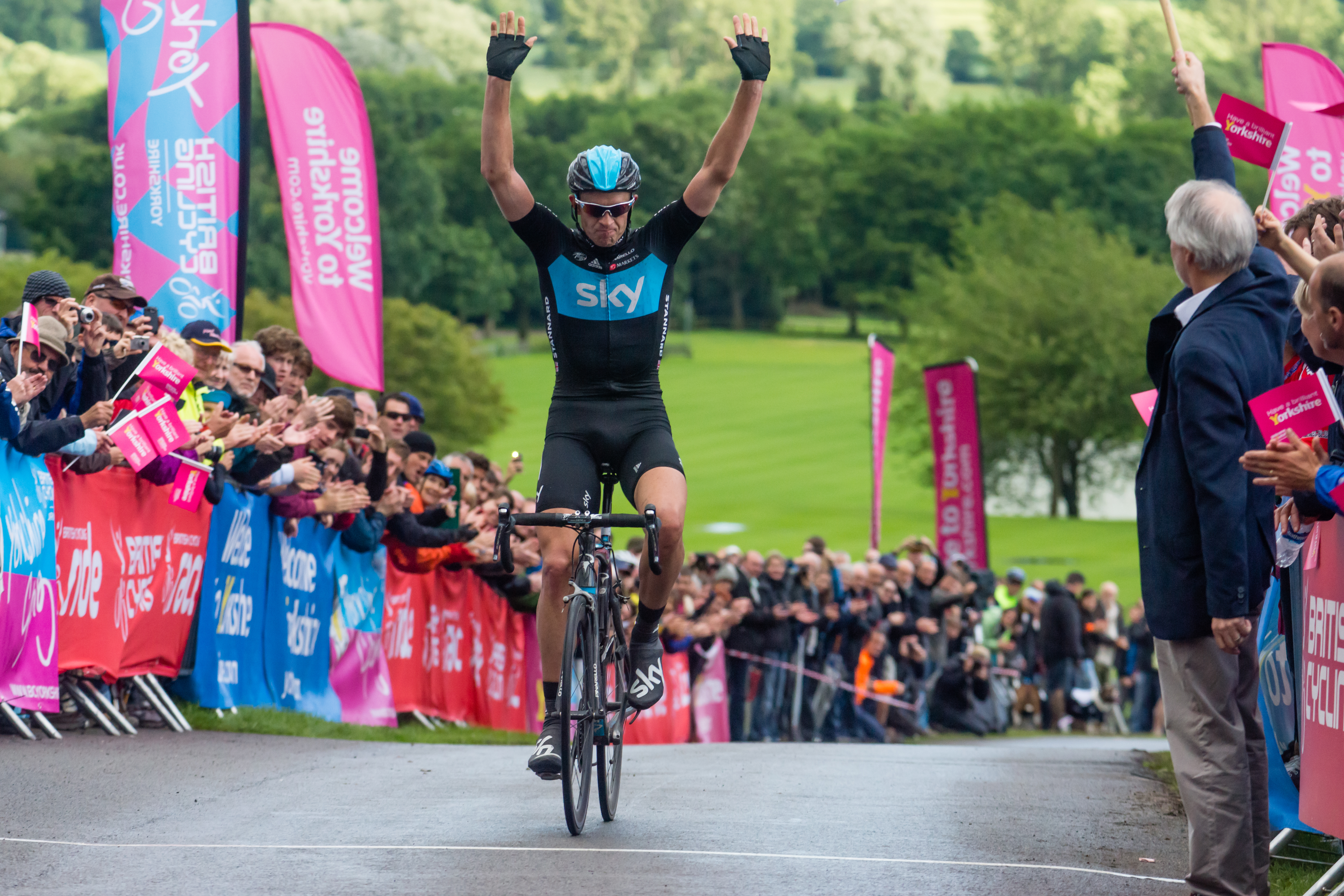
Ian Stannard won in 2012

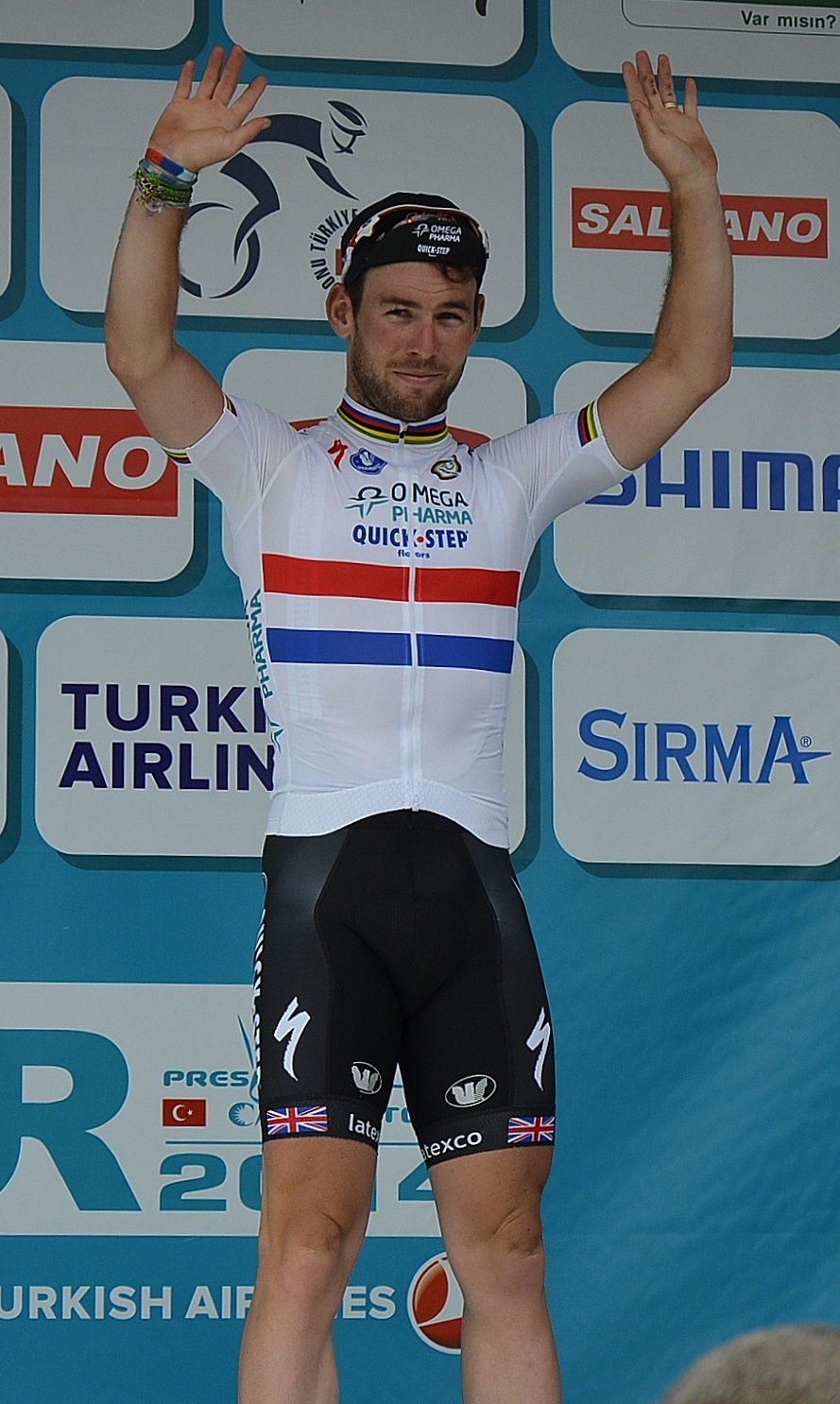
Mark Cavendish won in 2013

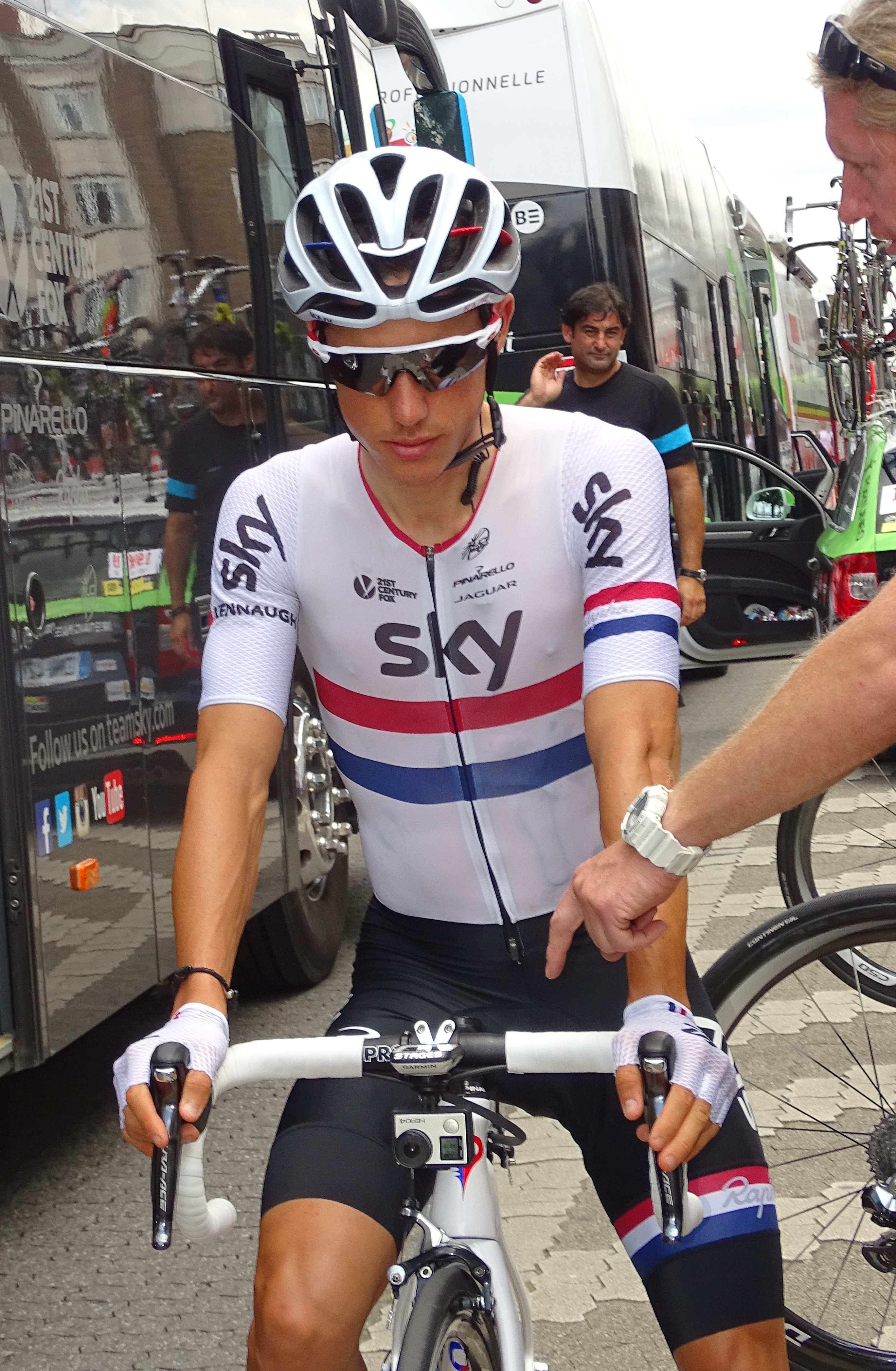
Peter Kennaugh won in 2014 en 2015

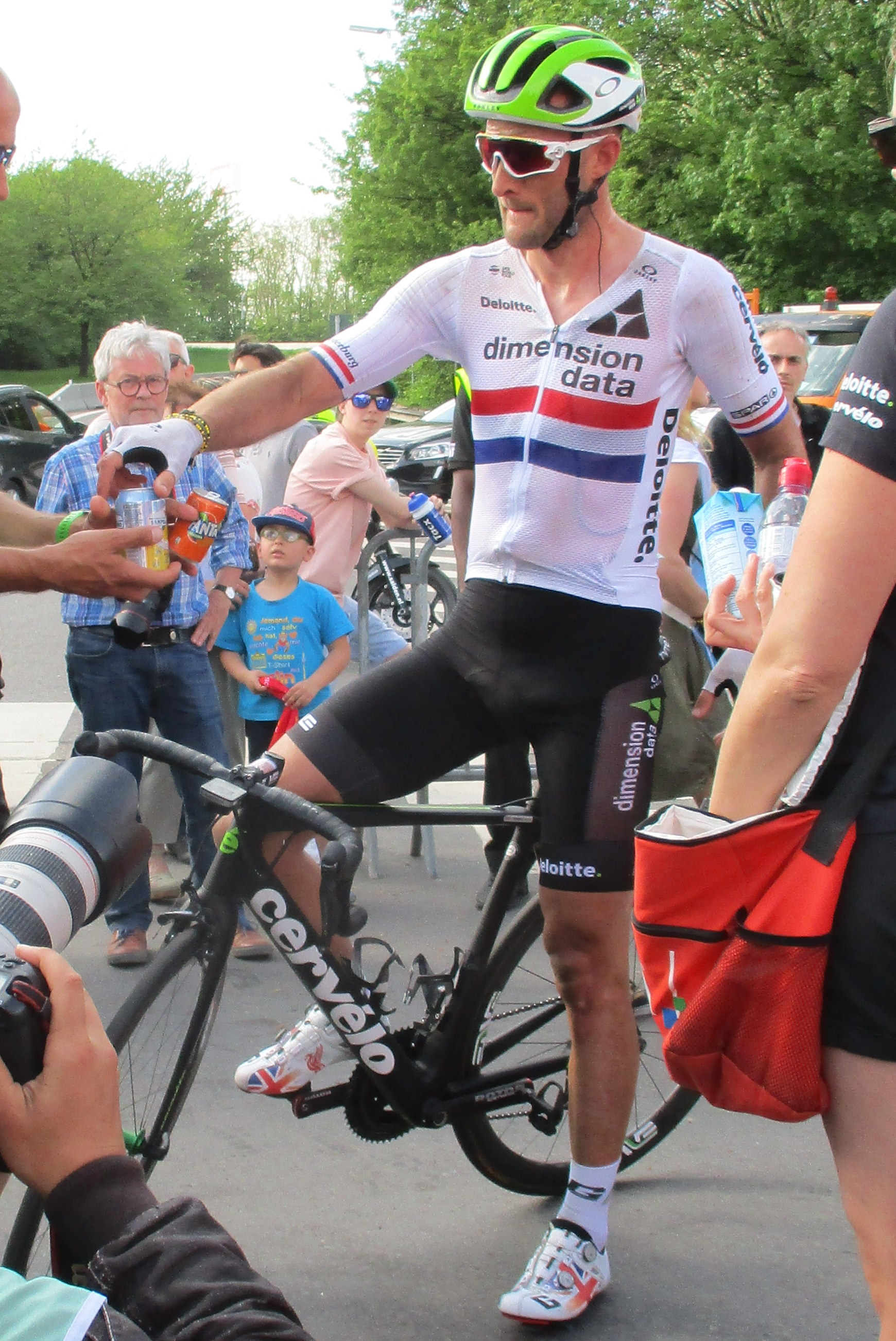
Stephen Cummings won in 2017

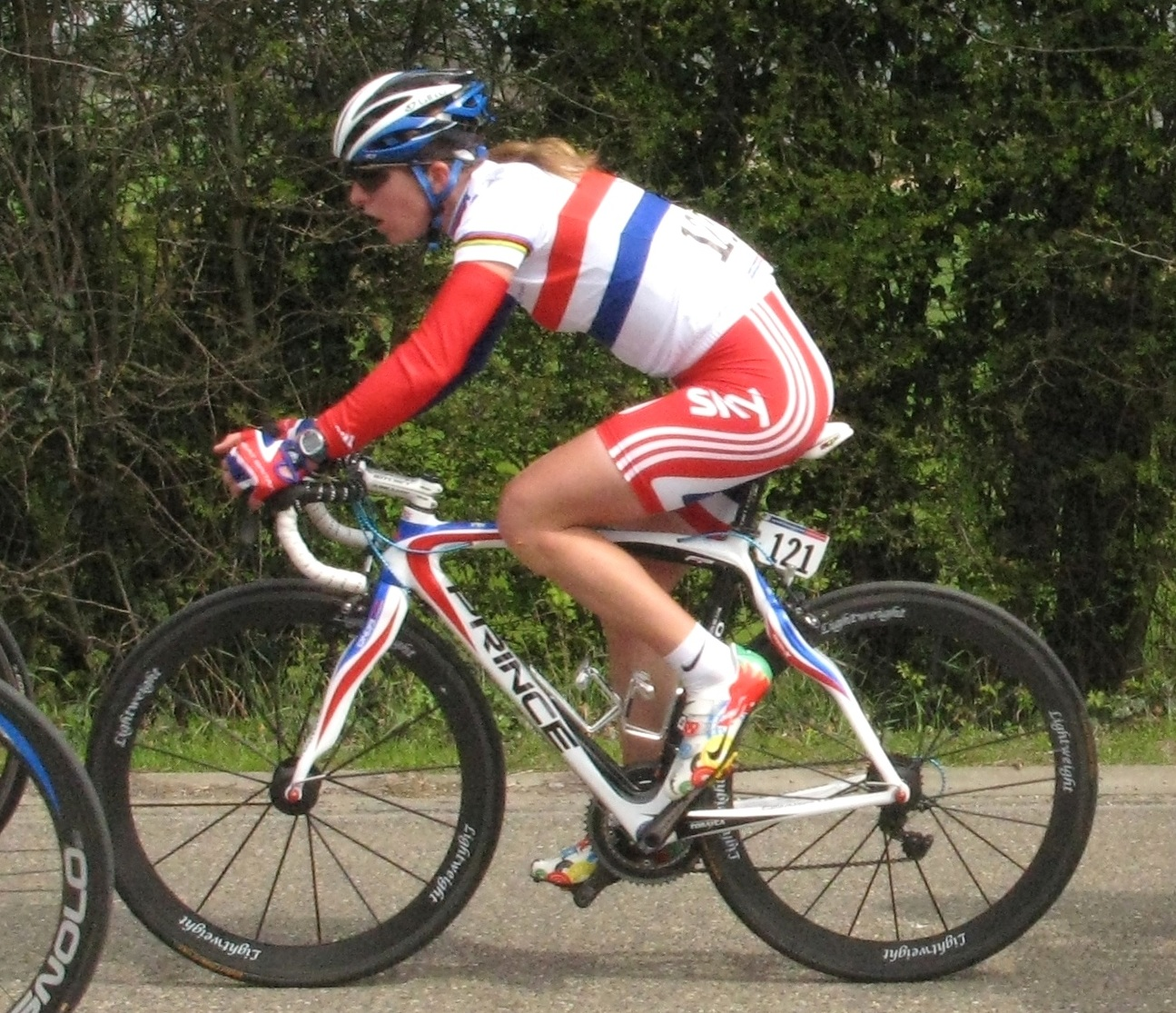
Nicole Cooke werd tien keer kampioen

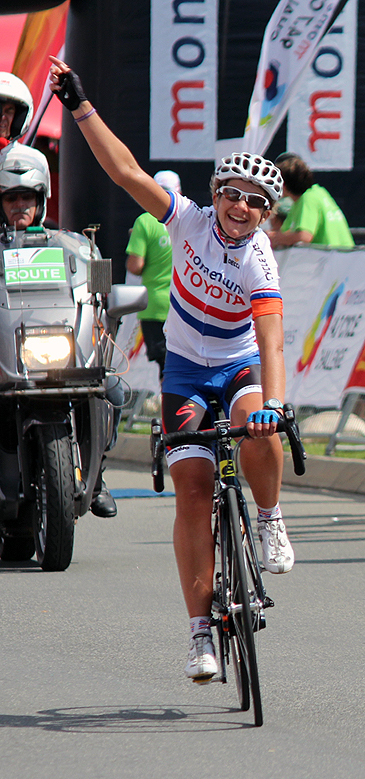
Sharon Laws won in 2012

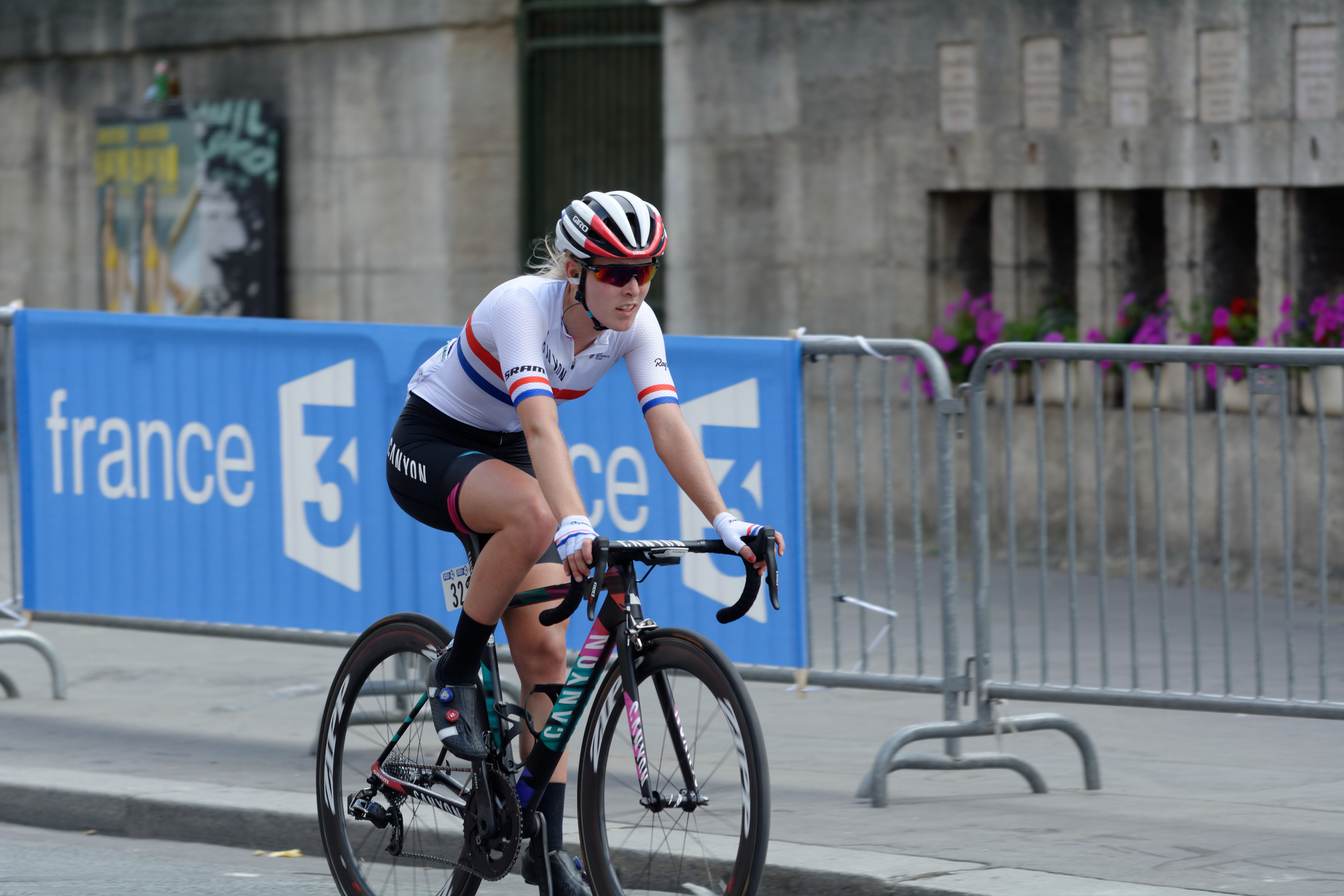
Hannah Barnes won in 2016

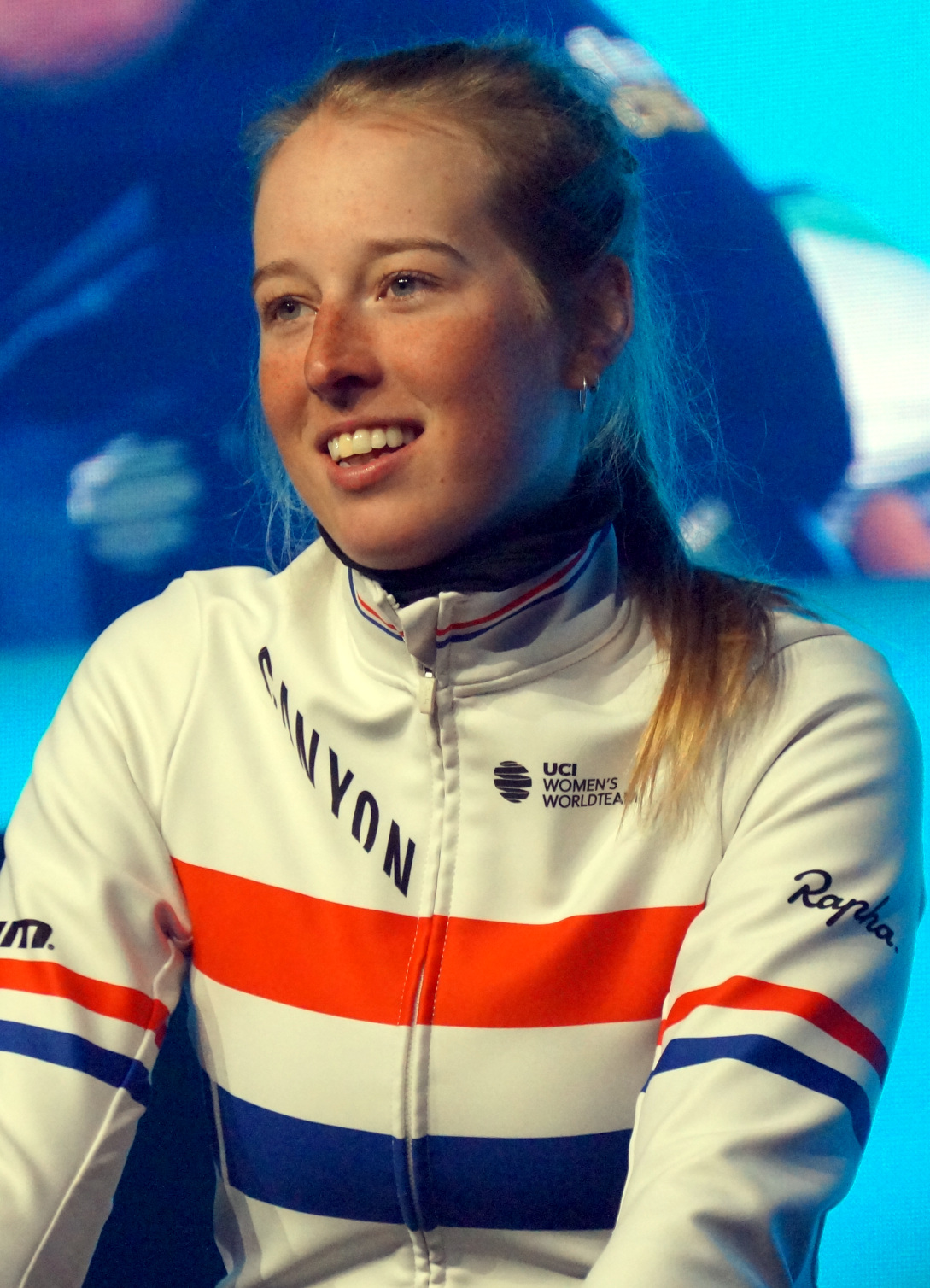
Haar zus Alice Barnes won in 2019

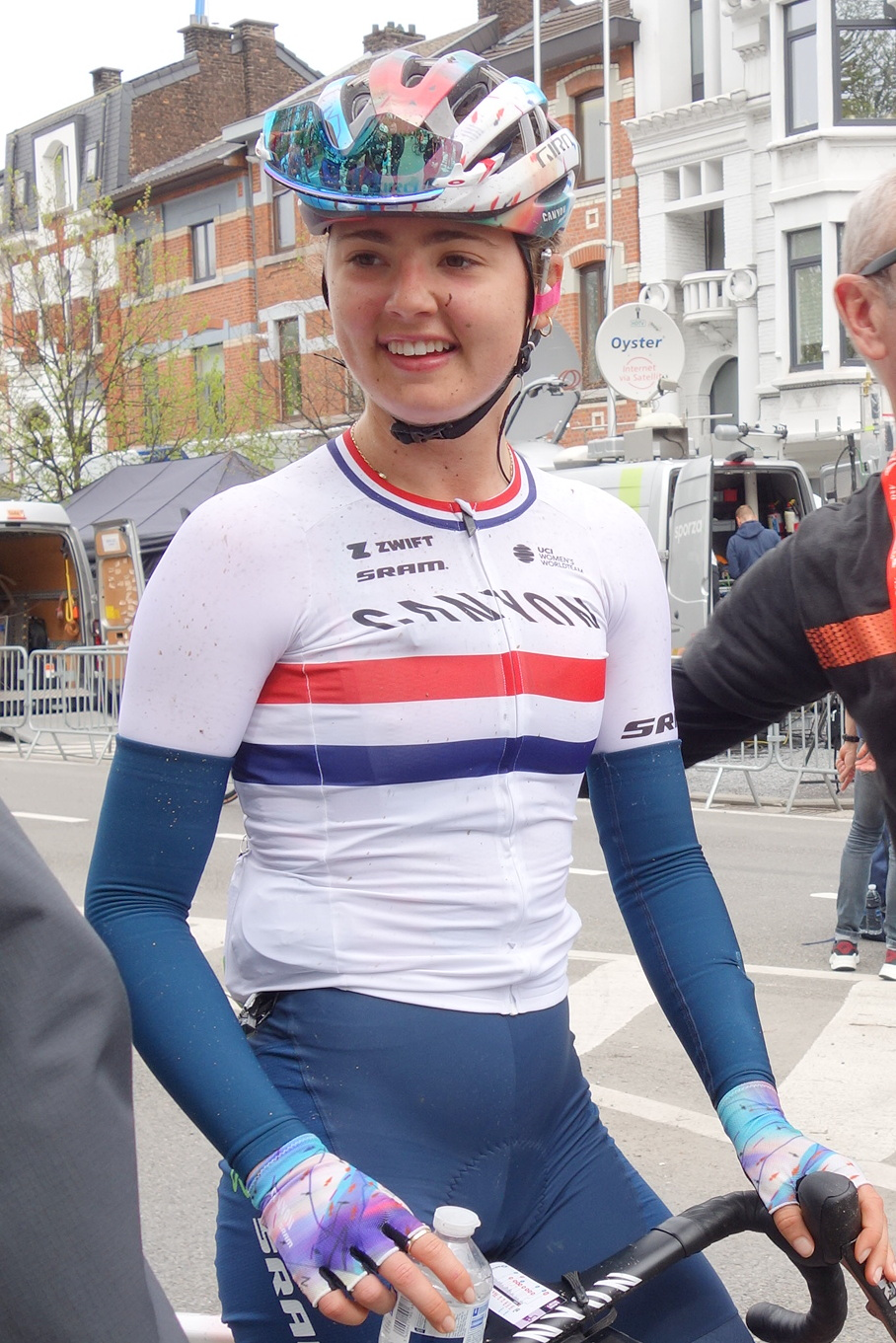
Alice Towers won in 2022

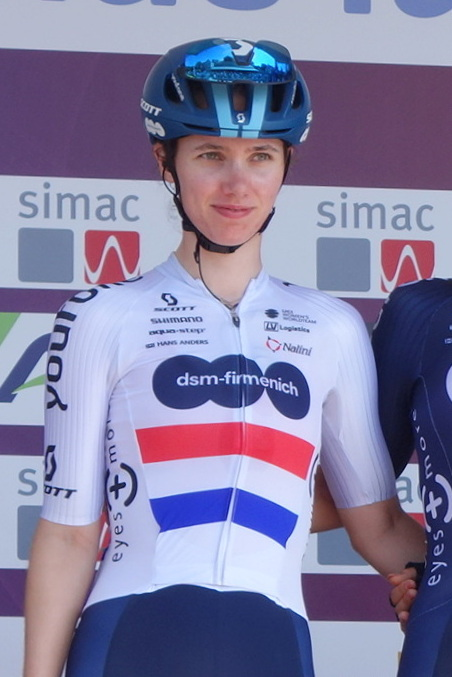
Pfeiffer Georgi won in 2021 en 2023

| Jaar | Goud             | Zilver              | Brons                |
| ---- | ---------------- | ------------------- | -------------------- |
| 1959 | Ron Coe          | Owen Blower         | John Geddes          |
|      |                  |                     |                      |
| 1961 | Dave Bedwell     | Tony Mills          | Ron Jowers           |
| 1962 | John Harvey      | Dave Bedwell        | Ged Coles            |
| 1963 | Albert Hitchen   | Ken Nuttall         | Alan Jacob           |
| 1964 | Keith Butler     | Albert Hitchen      | Ged Coles            |
| 1965 | Albert Hitchen   | Mick Coupe          | Keith Butler         |
| 1966 | Dick Goodman     | Bernard Burns       | Roger Newton         |
| 1967 | Colin Lewis      | Peter Hill          | Arthur Metcalfe      |
| 1968 | Colin Lewis      | John Aslin          | Reg Smith            |
| 1969 | Bill Lawrie      | Dave Nie            | Mick Cowley          |
| 1970 | Les West         | Brian Jolly         | Colin Lewis          |
| 1971 | Danny Horton     | Sid Barras          | Albert Hitchen       |
| 1972 | Gary Crewe       | Les West            | Derek Harrison       |
| 1973 | Brian Jolly      | Les West            | Billy Bilsland       |
| 1974 | Keith Lambert    | Billy Bilsland      | Phil Bayton          |
| 1975 | Les West         | Keith Lambert       | Danny Horton         |
| 1976 | Geoff Wiles      | Sid Barras          | Phil Corley          |
| 1977 | Phil Edwards     | Paul Medhurst       | Geoff Wiles          |
| 1978 | Phil Corley      | Bill Nickson        | Reg Smith            |
| 1979 | Sid Barras       | Barry Hoban         | Dudley Hayton        |
| 1980 | Keith Lambert    | Bill Nickson        | Dudley Hayton        |
| 1981 | Bill Nickson     | Nigel Dean          | Graham Jones         |
| 1982 | John Herety      | Sean Yates          | Bill Nickson         |
| 1983 | Phil Thomas      | Keith Lambert       | Mick Morrison        |
| 1984 | Steve Joughin    | Bill Nickson        | Malcolm Elliott      |
| 1985 | Ian Banbury      | Dudley Hayton       | Mark Bell            |
| 1986 | Mark Bell        | Adrian Timmis       | Steve Joughin        |
| 1987 | Paul Sherwen     | John Herety         | Jack Kershaw         |
| 1988 | Steve Joughin    | Nick Barnes         | Chris Lillywhite     |
| 1989 | Tim Harris       | Mark Walsham        | Nick Barnes          |
| 1990 | Colin Sturgess   | Ben Luckwell        | Harry Lodge          |
| 1991 | Brian Smith      | Keith Reynolds      | Dave Rayner          |
| 1992 | Sean Yates       | Brian Smith         | Chris Walker         |
| 1993 | Malcolm Elliott  | Brian Smith         | Shane Sutton         |
| 1994 | Brian Smith      | Malcolm Elliott     | Mark Walsham         |
| 1995 | Robert Millar    | Chris Walker        | Chris Lillywhite     |
| 1996 | Dave Rand        | Andy Naylor         | David Cook           |
| 1997 | Jeremy Hunt      | Mark Walsham        | Matt Stephens        |
| 1998 | Matt Stephens    | Roger Hammond       | Darren Barclay       |
| 1999 | John Tanner      | Kevin Dawson        | Russell Downing      |
| 2000 | John Tanner      | Jon Clay            | David Millar         |
| 2001 | Jeremy Hunt      | Rob Hayles          | John Tanner          |
| 2002 | Julian Winn      | Tom Southam         | Jeremy Hunt          |
| 2003 | Roger Hammond    | Jeremy Hunt         | Jamie Alberts        |
| 2004 | Roger Hammond    | Tom Southam         | Jeremy Hunt          |
| 2005 | Russell Downing  | Steve Cummings      | Yanto Barker         |
| 2006 | Hamish Haynes    | Roger Hammond       | Geraint Thomas       |
| 2007 | David Millar     | Daniel Lloyd        | Hamish Haynes        |
| 2008 | Rob Hayles       | Peter Kennaugh      | Dean Downing         |
| 2009 | Kristian House   | Daniel Lloyd        | Peter Kennaugh       |
| 2010 | Geraint Thomas   | Peter Kennaugh      | Ian Stannard         |
| 2011 | Bradley Wiggins  | Geraint Thomas      | Peter Kennaugh       |
| 2012 | Ian Stannard     | Alex Dowsett        | Russell Hampton      |
| 2013 | Mark Cavendish   | Ian Stannard        | David Millar         |
| 2014 | Peter Kennaugh   | Ben Swift           | Simon Yates          |
| 2015 | Peter Kennaugh   | Mark Cavendish      | Ian Stannard         |
| 2016 | Adam Blythe      | Mark Cavendish      | Andrew Fenn          |
| 2017 | Stephen Cummings | Christopher Lawless | Ian Bibby            |
| 2018 | Connor Swift     | Adam Blythe         | Owain Doull          |
| 2019 | Ben Swift        | Ian Stannard        | John Archibald       |
|      |                  |                     |                      |
| 2021 | Ben Swift        | Fred Wright         | Ethan Hayter         |
| 2022 | Mark Cavendish   | Samuel Watson       | Alexandar Richardson |
| 2023 | Fred Wright      | James Knox          | Stephen Williams     |
| 2024 | Ethan Hayter     | Lewis Askey         | Max Walker           |
| 2025 | Samuel Watson    | Matthew Brennan     | Ethan Vernon         |

### Tijdrit

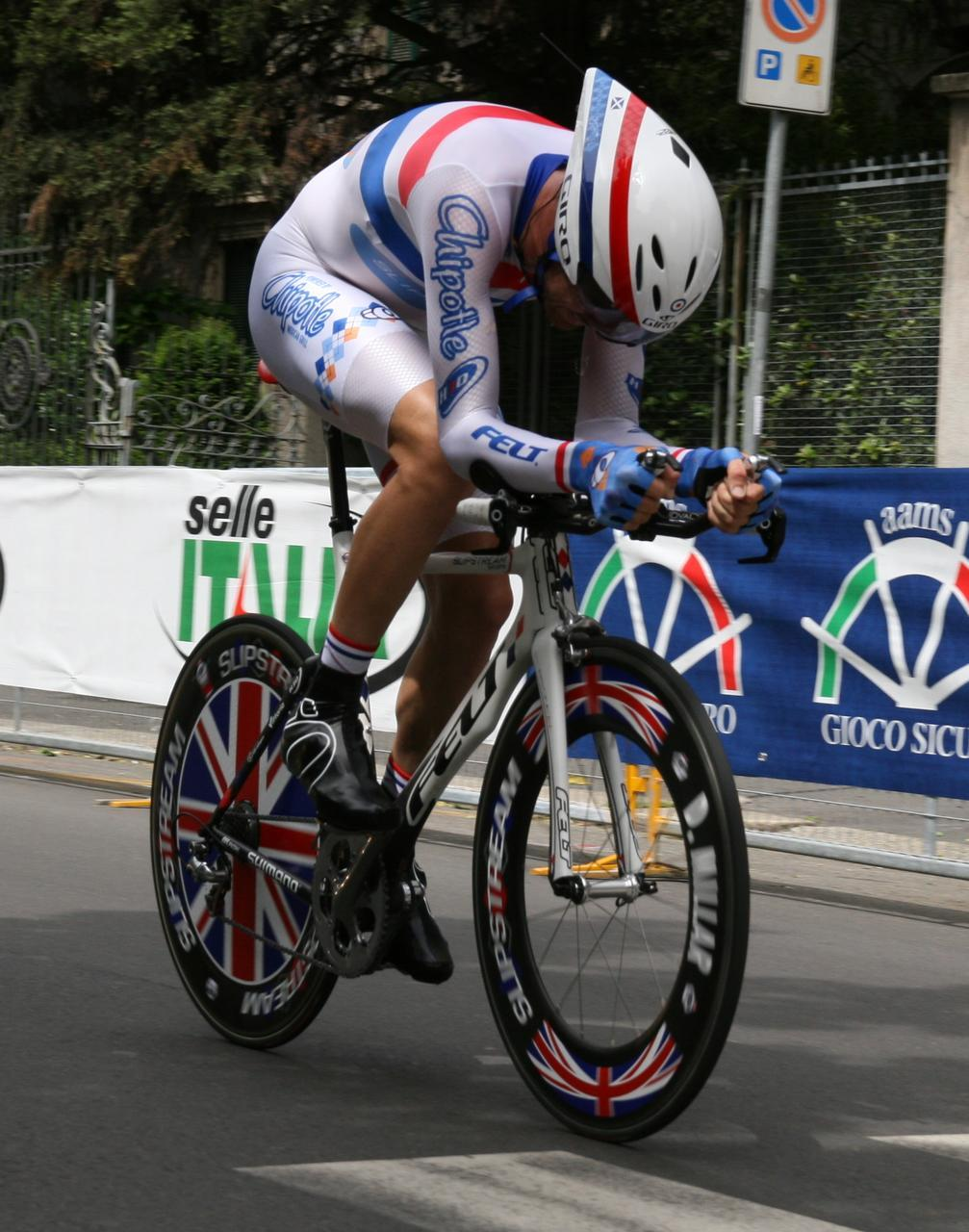
David Millar won in 2007

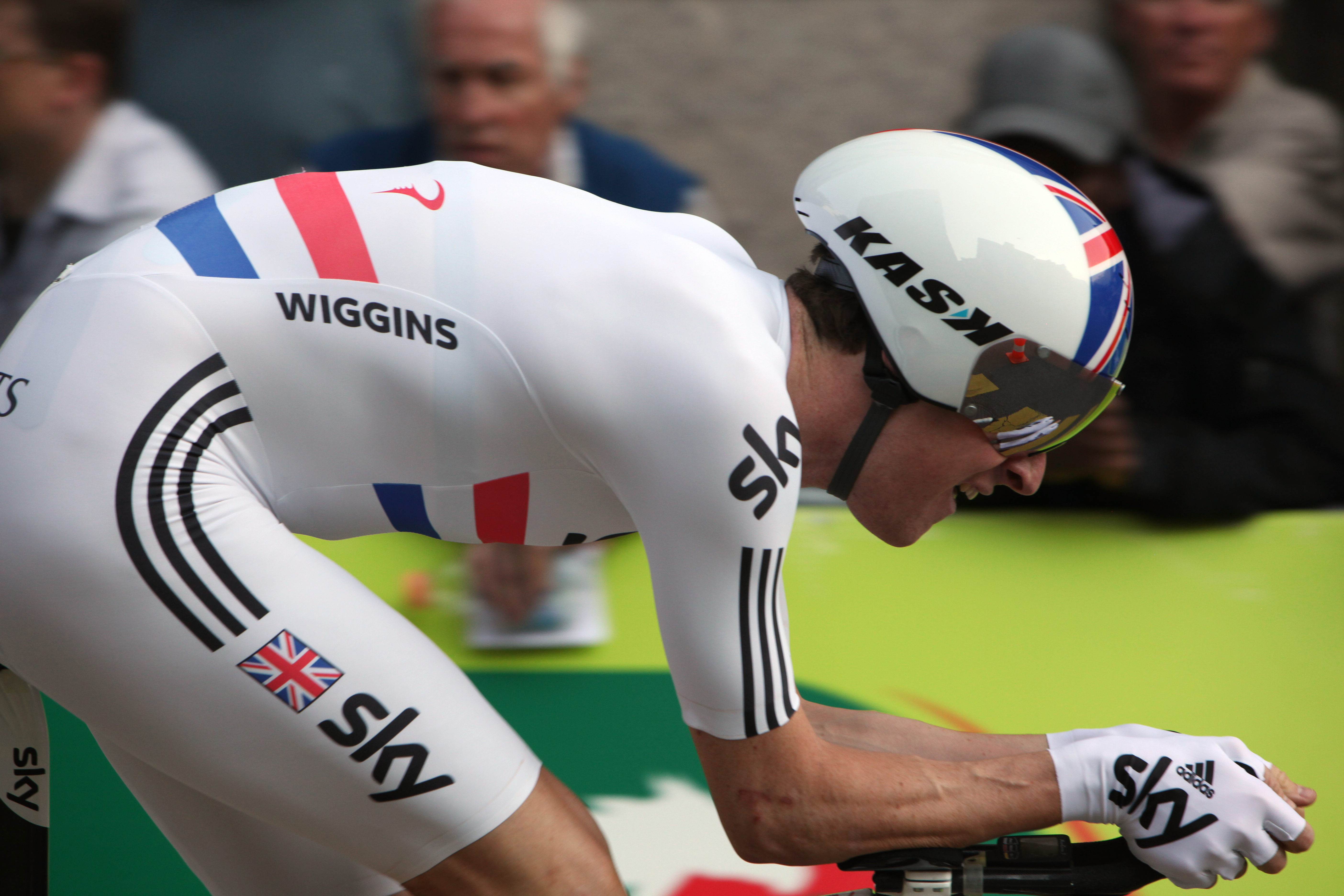
Bradley Wiggins won in 2009, 2010 en 2014

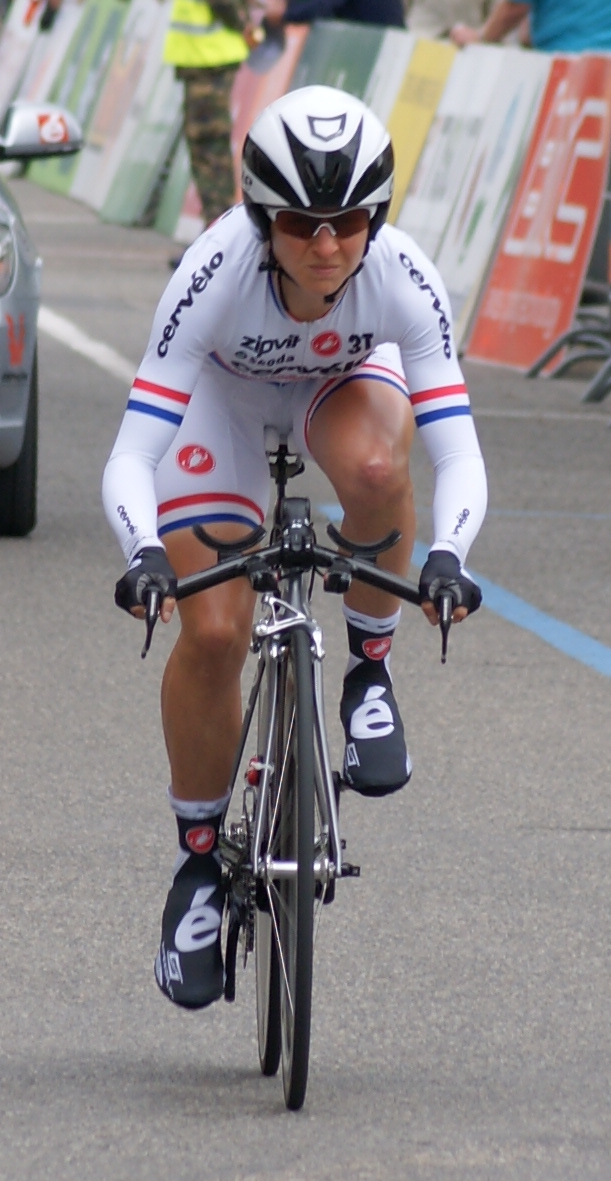
Emma Pooley won in 2009, 2010 en 2014

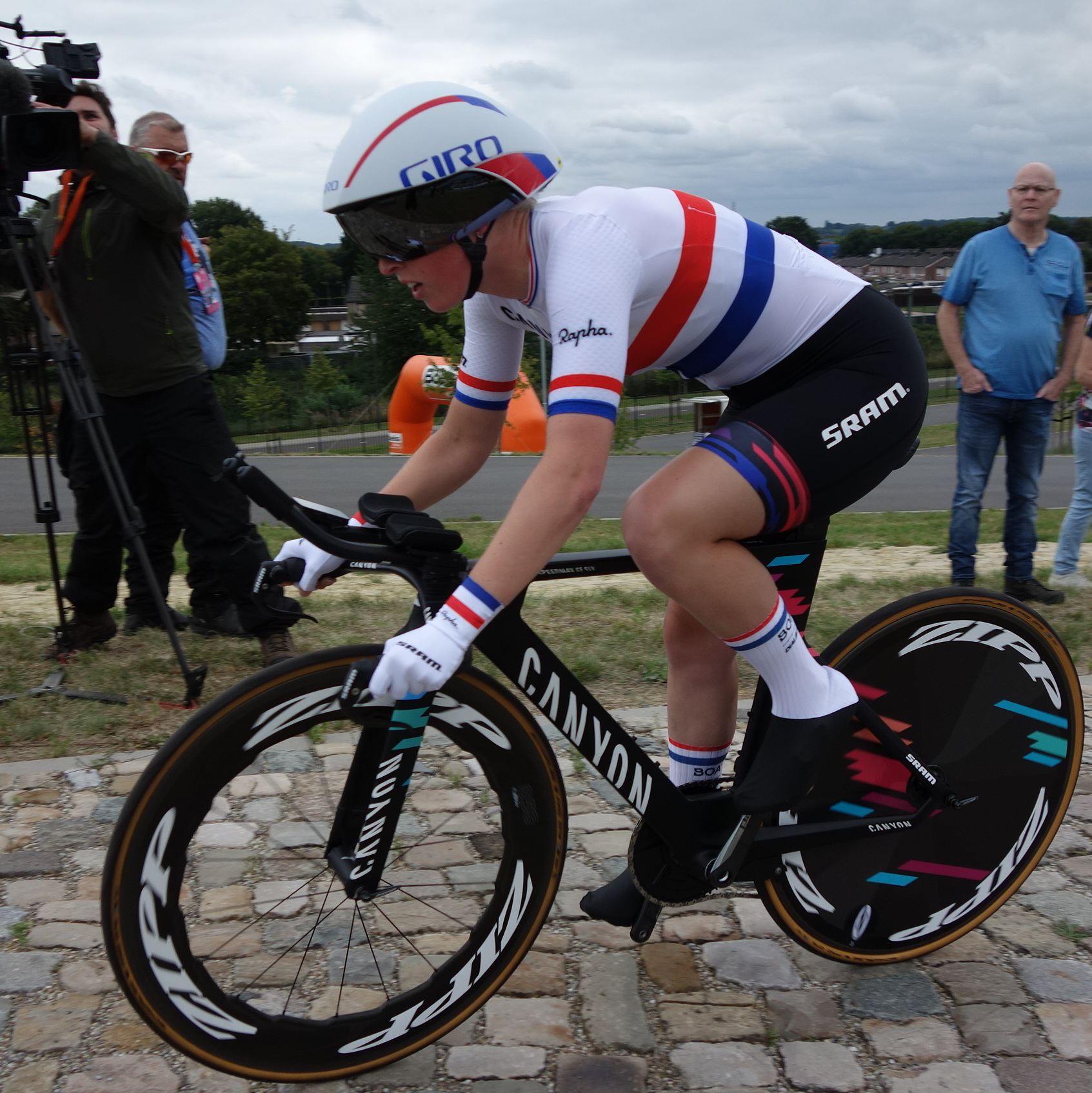
Alice Barnes won in 2019

| Jaar | Goud               | Zilver             | Brons              |
| ---- | ------------------ | ------------------ | ------------------ |
| 1995 | Stuart Dangerfield | -                  | -                  |
| 1996 | Stuart Dangerfield | -                  | -                  |
| 1997 | Graeme Obree       | Stuart Dangerfield | Jonathan Clay      |
| 1998 | Stuart Dangerfield | David Millar       | Tim Buckle         |
| 1999 | Chris Newton       | David Millar       | Stuart Dangerfield |
| 2000 | Chris Newton       | Tim Buckle         | Matt Bottrill      |
| 2001 | Stuart Dangerfield | Michael Hutchinson | Julian Ramsbottom  |
| 2002 | Michael Hutchinson | Zak Carr           | Stuart Dangerfield |
| 2003 | Stuart Dangerfield | Julian Winn        | Kevin Dawson       |
| 2004 | Michael Hutchinson | Kevin Dawson       | Matt Bottrill      |
| 2005 | Stuart Dangerfield | Michael Hutchinson | Jonathan Dayus     |
| 2006 | Jason MacIntyre    | Michael Hutchinson | Jonathan Dayus     |
| 2007 | David Millar       | Chris Newton       | Michael Hutchinson |
| 2008 | Michael Hutchinson | Wouter Sybrandy    | Matthew Bottrill   |
| 2009 | Bradley Wiggins    | Michael Hutchinson | Chris Newton       |
| 2010 | Bradley Wiggins    | Chris Froome       | Geraint Thomas     |
| 2011 | Alex Dowsett       | Steve Cummings     | Matthew Bottrill   |
| 2012 | Alex Dowsett       | Douglas Dewey      | Matt Clinton       |
| 2013 | Alex Dowsett       | Matthew Bottrill   | Ben Swift          |
| 2014 | Bradley Wiggins    | Geraint Thomas     | Alex Dowsett       |
| 2015 | Alex Dowsett       | Edmund Bradbury    | Ryan Perry         |
| 2016 | Alex Dowsett       | James Gullen       | Ryan Perry         |
| 2017 | Stephen Cummings   | Alex Dowsett       | James Gullen       |
| 2018 | Geraint Thomas     | Harry Tanfield     | Alex Dowsett       |
| 2019 | Alex Dowsett       | John Archibald     | Stephen Cummings   |
|      |                    |                    |                    |
| 2021 | Ethan Hayter       | Daniel Bigham      | James Shaw         |
| 2022 | Ethan Hayter       | Daniel Bigham      | James Shaw         |
| 2023 | Joshua Tarling     | Fred Wright        | Connor Swift       |
| 2024 | Joshua Tarling     | Max Walker         | Ethan Hayter       |
| 2025 | Ethan Hayter       | Samuel Watson      | Oliver Knight      |

## Vrouwen

### Wegwedstrijd
| Jaar | Goud                 | Zilver                | Brons                |
| ---- | -------------------- | --------------------- | -------------------- |
| 1959 | Beryl Burton         | Millie Robinson       | Sheila Holmes        |
| 1960 | Beryl Burton         | Sheila Holmes         | Val Baxendine        |
| 1961 | Jo Bowers            | Beryl Burton          | Jan Smith            |
| 1962 | Jo Bowers            | Pat Pepper            | Cynthia Cary         |
| 1963 | Beryl Burton         | Pat Pepper            | Jo Bowers            |
| 1964 | Val Rushworth        | Sylvia Beardon        | Ann Illingworth      |
| 1965 | Beryl Burton         | Susan Crow            | Joan Kershaw         |
| 1966 | Beryl Burton         | Christine Goodfellow  | Ann Illingworth      |
| 1967 | Beryl Burton         | Barbara Mapplebeck    | Pat Pepper           |
| 1968 | Beryl Burton         | Barbara Mapplebeck    | Sylvia Beardon       |
| 1969 | Ann Horswell         | Bernadette Swinnerton | Pat Pepper           |
| 1970 | Beryl Burton         | Joan Kershaw          | Brenda Brown         |
| 1971 | Beryl Burton         | Bernadette Swinnerton | Ann Bailey           |
| 1972 | Beryl Burton         | Ann Bailey            | Pat Pepper           |
| 1973 | Beryl Burton         | Denise Burton         | Christine Goodfellow |
| 1974 | Beryl Burton         | Carol Barton          | Christine Goodfellow |
| 1975 | Jayne Westbury       | Denise Burton         | Cath Swinnerton      |
| 1976 | Denise Burton        | Beryl Burton          | Carol Barton         |
| 1977 | Cath Swinnerton      | Faith Murray          | Josie Randall        |
| 1978 | Brenda Atkinson      | Denise Burton         | Cath Swinnerton      |
| 1979 | Brenda Atkinson      | Cath Swinnerton       | Bernadette Griffiths |
| 1980 | Jill Bishop          | Julie Earnshaw        | Brenda Atkinson      |
| 1981 | Mandy Jones          | Julie Earnshaw        | Vicki Thomas         |
| 1982 | Brenda Atkinson      | Cath Swinnerton       | Cath Swinnerton      |
| 1983 | Mandy Jones          | Judith Painter        | Linda Gornall        |
| 1984 | Cath Swinnerton      | Maria Blower          | Muriel Sharp         |
| 1985 | Brenda Tate          | Lisa Bramani          | Vicki Thomas         |
| 1986 | Lisa Bramani         | Vicki Thomas          | Linda Flavell        |
| 1987 | Lisa Bramani         | Sally Hodge           | Linda Gornall        |
| 1988 | Lisa Bramani         | Sally Hodge           | Maria Blower         |
| 1989 | Lisa Bramani         | Sue Wright            | Maria Blower         |
| 1990 | Marie Purvis         | Alison Butler         | Maxine Johnson       |
| 1991 | Marie Purvis         | Clare Greenwood       | Linda Gornall        |
| 1992 | Marie Purvis         | Sarah Phillips        | Clare Greenwood      |
| 1993 | Marie Purvis         | Maxine Johnson        | Sarah Phillips       |
| 1994 | Maxine Johnson       | Jenny Kershaw         | Sally Boyden         |
| 1995 | Marie Purvis         | Ann Plant             | Jenny Kershaw        |
| 1996 | Maria Lawrence       | Ann Plant             | Angela Hunter        |
| 1997 | Maria Lawrence       | Isla Rowntree         | Angela Hunter        |
| 1998 | Megan Hughes         | Louise Jones          | Sally Boyden         |
| 1999 | Nicole Cooke         | Yvonne McGregor       | Ceris Gilfillan      |
| 2000 | Ceris Gilfillan      | Caroline Alexander    | Yvonne McGregor      |
| 2001 | Nicole Cooke         | Ceris Gilfillan       | Sara Symington       |
| 2002 | Nicole Cooke         | Rachel Heal           | Melanie Sears        |
| 2003 | Nicole Cooke         | Rachel Heal           | Vicki Pincombe       |
| 2004 | Nicole Cooke         | Rachel Heal           | Vicki Pincombe       |
| 2005 | Nicole Cooke         | Rachel Heal           | Emma Davies          |
| 2006 | Nicole Cooke         | Lorna Webb            | Jo Rowsell           |
| 2007 | Nicole Cooke         | Rachel Heal           | Helen Wyman          |
| 2008 | Nicole Cooke         | Emma Pooley           | Joanna Rowsell       |
| 2009 | Nicole Cooke         | Elizabeth Armitstead  | Emma Pooley          |
| 2010 | Emma Pooley          | Elizabeth Armitstead  | Nicole Cooke         |
| 2011 | Elizabeth Armitstead | Nicole Cooke          | Sharon Laws          |
| 2012 | Sharon Laws          | Elizabeth Armitstead  | Emma Pooley          |
| 2013 | Elizabeth Armitstead | Laura Trott           | Danielle King        |
| 2014 | Laura Trott          | Danielle King         | Elizabeth Armitstead |
| 2015 | Elizabeth Armitstead | Alice Barnes          | Laura Trott          |
| 2016 | Hannah Barnes        | Alice Barnes          | Lucy Garner          |
| 2017 | Elizabeth Deignan    | Katie Archibald       | Hannah Barnes        |
| 2018 | Jessica Roberts      | Dani Rowe             | Eleanor Dickinson    |
| 2019 | Alice Barnes         | Anna Henderson        | Elizabeth Holden     |
|      |                      |                       |                      |
| 2021 | Pfeiffer Georgi      | Josie Nelson          | Joscelin Lowden      |
| 2022 | Alice Towers         | Pfeiffer Georgi       | Anna Henderson       |
| 2023 | Pfeiffer Georgi      | Claire Steels         | Anna Henderson       |
| 2024 | Pfeiffer Georgi      | Anna Henderson        | Elizabeth Deignan    |
| 2025 | Millie Couzens       | Pfeiffer Georgi       | Anna Henderson       |

### Tijdrit
| Jaar | Goud              | Zilver               | Brons             |
| ---- | ----------------- | -------------------- | ----------------- |
| 2000 | Ceris Gilfillan   | Sara Symington       | Yvonne McGregor   |
| 2001 | Yvonne McGregor   | Natascha Maes        | Sally Ashbridge   |
| 2002 | Frances Newstead  | Emma Davies          | Rachel Heal       |
| 2003 | Wendy Houvenaghel | Katrina Hair         | Vicky Pincombe    |
| 2004 | Frances Newstead  | Wendy Houvenaghel    | Emma Davies       |
| 2005 | Julia Shaw        | Rachel Heal          | Brenda Pennell    |
| 2006 | Rebecca Romero    | Wendy Houvenaghel    | Julia Shaw        |
| 2007 | Wendy Houvenaghel | Caroline Kloiber     | Rebecca Romero    |
| 2008 | Sharon Laws       | Julia Shaw           | Jessica Allen     |
| 2009 | Emma Pooley       | Wendy Houvenaghel    | Julia Shaw        |
| 2010 | Emma Pooley       | Julia Shaw           | Wendy Houvenaghel |
| 2011 | Wendy Houvenaghel | Julia Shaw           | Sarah Storey      |
| 2012 | Wendy Houvenaghel | Julia Shaw           | Emma Trott        |
| 2013 | Joanna Rowsell    | Elizabeth Armitstead | Katie Colclough   |
| 2014 | Emma Pooley       | Katie Archibald      | Sarah Storey      |
| 2015 | Hayley Simmonds   | Molly Weaver         | Sarah Storey      |
| 2016 | Hayley Simmonds   | Claire Rose          | Sarah Storey      |
| 2017 | Claire Rose       | Hannah Barnes        | Katie Archibald   |
| 2018 | Hannah Barnes     | Alice Barnes         | Neah Evans        |
| 2019 | Alice Barnes      | Hayley Simmonds      | Hannah Barnes     |
|      |                   |                      |                   |
| 2021 | Anna Henderson    | Joscelin Lowden      | Leah Dixon        |
| 2022 | Joscelin Lowden   | Leah Dixon           | Elizabeth Holden  |
| 2023 | Elizabeth Holden  | Anna Morris          | Elinor Barker     |
| 2024 | Anna Henderson    | Claire Steels        | Elinor Barker     |
| 2025 | Zoe Bäckstedt     | Anna Henderson       | Pfeiffer Georgi   |